# Prospect (Oregón)
Prospect es un lugar designado por el censo ubicado en el condado de Jackson en el estado estadounidense de Oregón. En el año 2010 tenía una población de 455 habitantes.

## Geografía
Prospect se encuentra ubicado en las coordenadas 42°45′11″N 122°29′20″O / 42.75306, -122.48889.